# سوتلانا ناواساردیان
سوتلانا هوهانسی ناواساردیان (ارمنی: Սվետլանա Հովհաննեսի Նավասարդյան؛ زادهٔ ۲۹ اکتبر ۱۹۴۶) یک نوازنده پیانو کلاسیک اهل ارمنستان است که عنوان افتخاری «هنرمند مردمی ارمنستان شوروی» در سال ۱۹۸۴ به وی اعطا شد.

## زندگی‌نامه
وی از کنسرواتوار دولتی کومیتاس ایروان و کنسرواتوار دولتی چایکوفسکی فارغ‌التحصیل شده است. وی در کنسرواتوار دولتی کومیتاس ایروان تدریس و در ارکستر فیلارمونیک ارمنستان فعالیت می‌کند. وی همچنین برندهٔ جوایزی همچون نشان مسروپ ماشتوتس و هنرمند مردمی ارمنستان شوروی شده است.